# Lindenhurst (Nueva York)
Lindenhurst es una villa ubicada en el condado de Suffolk en el estado estadounidense de Nueva York. En el año 2000 tenía una población de 27,819 habitantes y una densidad poblacional de 2,861.7 personas por km².

## Geografía
Lindenhurst se encuentra ubicada en las coordenadas 40°41′7″N 73°22′20″O / 40.68528, -73.37222. Según la Oficina del Censo, la ciudad tiene un área total de 9,9 km² (3,8 mi²), de la cual 9,7 km² (3,7 mi²) es tierra y 0,2 km² (0,1 mi²) (1.57%) es agua.

## Demografía
Según la Oficina del Censo en 2000 los ingresos medios por hogar en la localidad eran de $79,684, y los ingresos medios por familia eran $89,283. Los hombres tenían unos ingresos medios de $45,244 frente a los $31,945 para las mujeres. La renta per cápita para la localidad era de $22,150. Alrededor del 6.4% de la población estaban por debajo del umbral de pobreza.